# Балмочных, Максим Васильевич
Макси́м Васи́льевич Ба́лмочных (род. 7 марта 1979, Липецк) — российский и белорусский хоккеист, левый нападающий.

## Биография
Воспитанник хоккейного клуба «Липецк». С 1996 по 1999 год в «Ладе» Тольятти — 70 игр, 18 голов, 6 передач.
В 1997 году входил в пятёрку самых перспективных молодых европейских хоккеистов, по версии журнала «Хоккей» и скаутского агентства «Red Ace», после Сергея Самсонова, Олли Йокинена, Максима Афиногенова и Эро Сомервуори.
Серебряный призёр чемпионата мира среди молодёжи 1998 года. Стал лучшим в команде по системе «гол+пас». Вошёл в символическую сборную турнира.
В 1999 году стал чемпионом мира по хоккею с шайбой среди молодёжных команд. По ходу турнира набрал 8 очков (3+6) в 7 играх став наряду с Максимом Афиногеновым лучшим в команде по системе «гол+пас». Вновь вошёл в символическую сборную турнира.
На драфте НХЛ в 1997 году выбран под 45-м номером командой «Анахайм Майти Дакс».
Сезон 1998/99 разделил между «Ладой» и командой «Квебек Ремпартс» в главной юниорской лиге провинции Квебек, за которую в 21 матче забросил 9 шайб и сделал 22 передачи.
Сезоны 2000/01 и 2001/02 в основном провёл в фарм-клубе «Анахайма» «Цинциннати Майти Дакс» в АХЛ. В 88 матчах набрал 25 очков (12+13). Первый матч в НХЛ сыграл 19 января 2000 года против «Даллас Старз». Первое результативное очко — голевая передача 29 января в матче против «Питтсбург Пингвинз».
В 2002 году вернулся в Россию, где играл за «Северсталь» (12 матчей, 1+2).
6 июля 2002 года из «Анахайма» в «Нью-Джерси Девилз» вместе с Джеффом Фризеном и Олегом Твердовским был обменян на Питера Сикору, Майка Коммондора, Ж. Ф. Дампфуза и Игоря Поханку. Закрепиться в команде не смог.
В 2003—2004 годах снова за океаном в «Олбани Ривер Рэтс» (АХЛ, 45 игр, 5+9). В 2004—2005 годах — в ХК «Липецк» (высшая лига).
В марте 2006 года в середине второго периода в матче против хабаровского «Амура» Балмочных нанес серьёзную травму защитнику гостей Максиму Гусеву. ПХЛ сначала дисквалифицировала Балмочных на 8 игр. Но на повторном заседании приостановила и действие лицензии.
В связи с запретом играть за российские клубы, Балмочных перешёл в чемпионат Белоруссии. Сначала играл за «Юность», а потом был приглашен в минское «Динамо». Балмочных наряду с капитаном сборной Беларуси Олегом Антоненко стал лидером «Динамо», которое привел к золотым медалям, став с 13 очками (6 шайб плюс 7 результативных передач) лучшим бомбардиром плей-офф белорусской экстралиги. В марте 2008 года был дисквалифицирован на пять матчей за нападение на линейных судей во время встречи с могилевским «Химволокном».
Своей игрой привлек внимание тренеров национальной сборной Белорусси, которые подняли вопрос об оформлении Максиму Балмочных белорусского гражданства. В 2009 году согласился выступать за сборную Белоруссии, войдя в список игроков, которые могут принять участие в Олимпиаде-2010 в составе сборной Белоруссии. Однако за сборную Белоруссии не выступал.
В мае 2007 года заключил контракт с новокузнецким «Металлургом». Однако уже в декабре 2007 года был отзаявлен из команды решением тренерского штаба.
Вновь вернулся в минское «Динамо». Сезон 2008/09 начал в экстралиге в составе клуба «Гомель», затем опять перейдя в минское «Динамо».
До 13 января 2010 года выступал в КХЛ за минское «Динамо» (отзаявлен). Продолжил выступления в фарм-клубе минского «Динамо» «Шахтёр».
C октября 2010 года выступал в чемпионате Белоруссии за ХК «Брест». В июле 2011 года вернулся в ХК «Липецк».